# Veselskya griffithiana
Veselskya griffithiana är en korsblommig växtart som först beskrevs av Pierre Edmond Boissier, och fick sitt nu gällande namn av Philipp Filip Maximilian Opiz. Veselskya griffithiana ingår i släktet Veselskya och familjen korsblommiga växter. Inga underarter finns listade i Catalogue of Life.